# Црква Вазнесења Господњег (Аналаска)
Црква Вазнесења Господњег (енгл. Church of the Holy Ascension, рус. Церковь Вознесения Господня) храм је Аљаске епархије Православне цркве у Америци, који се налази у града Аналаска, у савезној држави Аљаска, САД. Храм је укључен на листу националних историјских знаменитости Аљаске.
Садашња црква је саграђена 1894. године, вероватно на месту старе цркве из 1826. године, и вероватно од дрвета и других елеманата (укључујући један иконостас) из старије цркве. То је једна од најстаријих цркава на Аљасци и значајна је као место одакле су руски мисионари ширили своју веру локалном алеутском народу. Овај напор евангелизације био је толико успешан да је данашње алеутско становништво и даље већински православно.